# Mark Filip

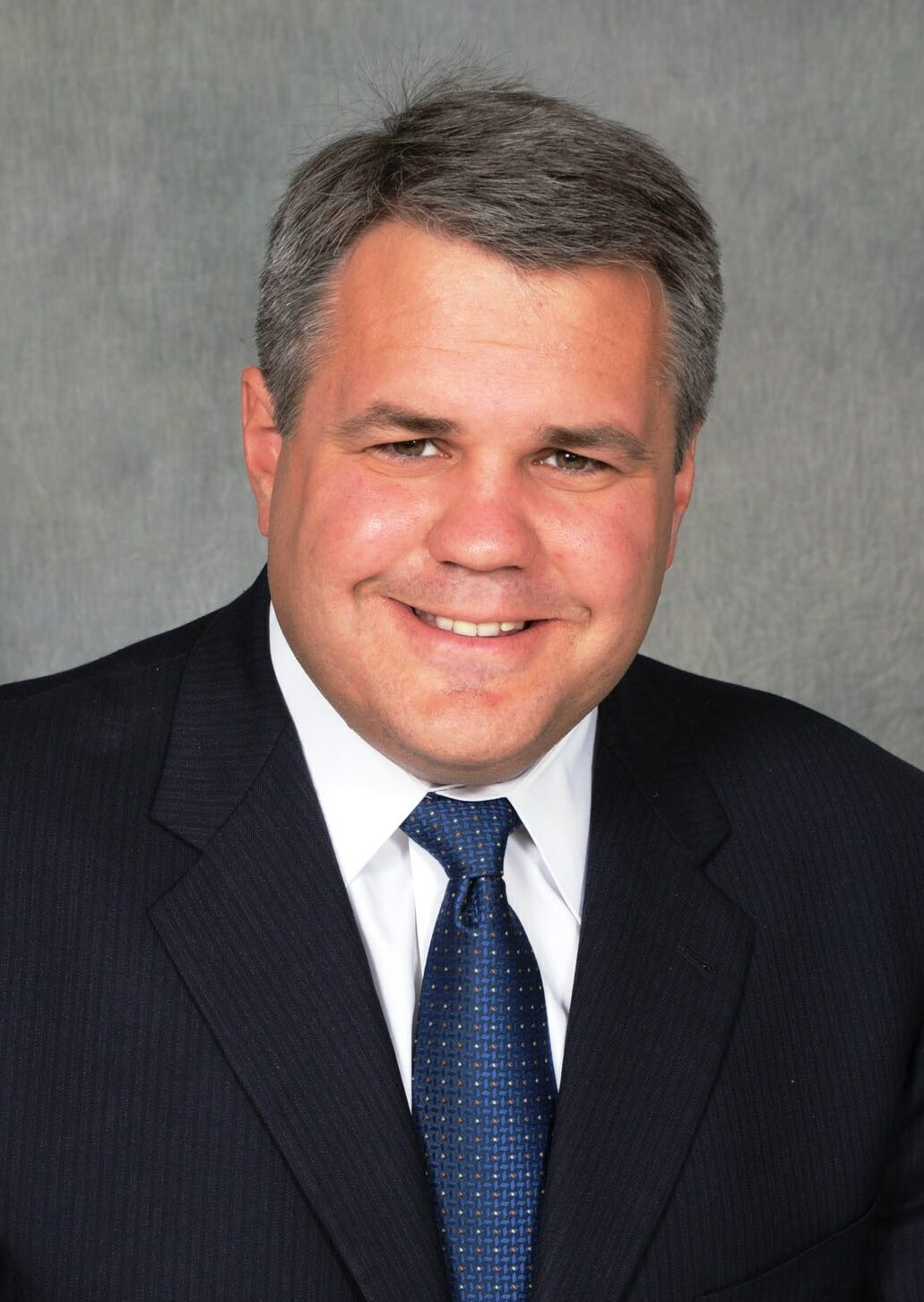
Mark Filip (2009)

Mark Filip (* 1. Juni 1966 in Chicago, Illinois) ist ein US-amerikanischer Rechtsanwalt, Staatsanwalt und Richter, der zeitweise auch stellvertretender US Attorney General war.

## Leben
Nach dem Besuch der Maine South High School in Park Ridge studierte er zunächst Wirtschaftswissenschaft und Geschichte an der University of Illinois at Urbana-Champaign (UIUC) und erwarb dort 1988 einen Bachelor of Arts (B.A. Economics and History). Ein anschließendes Studium der Rechtswissenschaften an der Oxford University schloss er 1990 mit einem Bachelor of Laws (LL.B.) ab. Im Anschluss setzte er sein Jura-Studium an der Law School der Harvard University weiter fort und erhielt dort 1992 einen Juris Doctor (J.D.). Während seines dortigen Studiums trat er nicht nur der akademischen Verbindung Phi Kappa Psi bei, sondern war auch Mitarbeiter in der Redaktion der Harvard Law Review.
Nach Beendigung des Studiums war er zunächst Protokollführer (Law Clerk) von Richter Stephen F. Williams sowie danach von Antonin Scalia, der seit 1986 Richter am Obersten Gerichtshof der Vereinigten Staaten ist. Im Anschluss war er zunächst von 1995 bis 1999 stellvertretender US Attorney für den nördlichen Bezirk von Illinois mit Sitz in Chicago, ehe er zwischen 1999 und 2004 Partner von Skadden, Arps war, einer Anwaltskanzlei mit heute 1800 Anwälten und Sitz in New York City.
Anschließend wurde Filip Richter an dem für den Nordbezirk von Illinois zuständigen US District Court und war dort als Nachfolger des in den Senior-Status gewechselten Harry Daniel Leinenweber von Februar 2004 bis März 2008 tätig.
Am 10. März 2008 wurde er als US Deputy Attorney General stellvertretender Justizminister in der Regierung von US-Präsident George W. Bush und behielt diese Funktion bis 2009. Zuletzt war er nach der Wahl von Barack Obama zum US-Präsidenten in dieser Funktion vom 20. Januar bis zum Amtsantritt von Eric Holder am 3. März 2009 amtierender Justizminister (Acting US Attorney General).
Nach seinem Ausscheiden aus dem Regierungsdienst wurde Filip Partner von Kirkland & Ellis, einer Anwaltskanzlei mit mehr als 1.500 Anwälten und weltweit neun Niederlassungen eine der größten Wirtschaftskanzleien.